# Lipa-Wojciechowo
Lipa-Wojciechowo – osada w Polsce, w województwie wielkopolskim, w powiecie obornickim, w gminie Ryczywół. Wchodzi w skład sołectwa Lipa.
Do 2023 miejscowość nazywała się Wojciechowo i była częścią wsi Lipa.
W latach 1975–1998 Wojciechowo administracyjnie należało do województwa pilskiego.